# غاري بوير
غاري بوير (بالإنجليزية: Gary Bowyer)‏؛ مواليد 26 يونيو 1971 في مانشستر، إنجلترا، هو مدرب كرة قدم إنجليزي ولاعب سابق يدرب حاليا نادي بلاكبيرن روفرز. عندما كان لاعباً خاض 52 مباراة سجل خلالها أربعة أهداف وكان يلعب كظهير.

## حياته الشخصية
غاري بوير هو ابن لاعب كرة قدم محترف يدعى إيان بوير 

## روابط خارجية
- غاري بوير على موقع قاعدة بيانات كرة القدم.إي يو (الإنجليزية)
- غاري بوير على موقع Soccerbase.com (لاعب) (الإنجليزية)